# سیارک ۱۵۴۸۶۵
سیارک ۱۵۴۸۶۵ (به انگلیسی: 154865 Stefanheutz، نامگذاری:2004RO84) صد و پنجاه و چهار هزار و هشتصد و شصت و پنجمین سیارک کشف شده‌است که در ۹ سپتامبر ۲۰۰۴ کشف شد.